# Obereopsis basirufipennis
Obereopsis basirufipennis är en skalbaggsart som beskrevs av Stefan von Breuning 1961. Obereopsis basirufipennis ingår i släktet Obereopsis och familjen långhorningar.
Artens utbredningsområde är Togo. Inga underarter finns listade i Catalogue of Life.